# How Could an Angel Break My Heart
How Could an Angel Break My Heart è un singolo discografico della cantante statunitense Toni Braxton, pubblicato nel 1997 e interpretato insieme al sassofonista statunitense Kenny G.

## Il brano
Il brano è stato scritto da Toni Braxton e Babyface e prodotto da quest'ultimo. Esso è stato estratto dal secondo album in studio di Toni Braxton Secrets.

## Tracce
- CD 1 UK/CD Singolo Europa

1. How Could an Angel Break My Heart (Album Version) – 4:20
2. How Could an Angel Break My Heart (Remix Version featuring Babyface) – 4:21
3. How Could an Angel Break My Heart (Album Instrumental) – 4:21
4. How Could an Angel Break My Heart (Remix Instrumental) – 4:21

- CD 2 UK

1. How Could an Angel Break My Heart – 4:20
2. Breathe Again – 4:29
3. Another Sad Love Song – 5:01
4. Love Shoulda Brought You Home – 4:56

## Video
Il videoclip della canzone è stato diretto da Iain Softley.

## Classifiche
| Classifica (1997) | Posizione massima |
| ----------------- | ----------------- |
| Regno Unito       | 22                |